# ژرار داریو
ژرار داریو (فرانسوی: Gérard Darrieu‎؛ ۱۹۲۵–۲۰۰۴) بازیگر سینما، تئاتر و تلویزیون اهل آردن، فرانسه بود.
از فیلم‌هایی که او در آنها بازی کرد می‌توان به عشق گناه نیست و حرفه‌ای اشاره کرد.